# Tossal de Mas Llat
El Tossal de Mas Llat és una muntanya de 684 metres al municipi de Veciana, a la comarca de l'Anoia.